# Bota

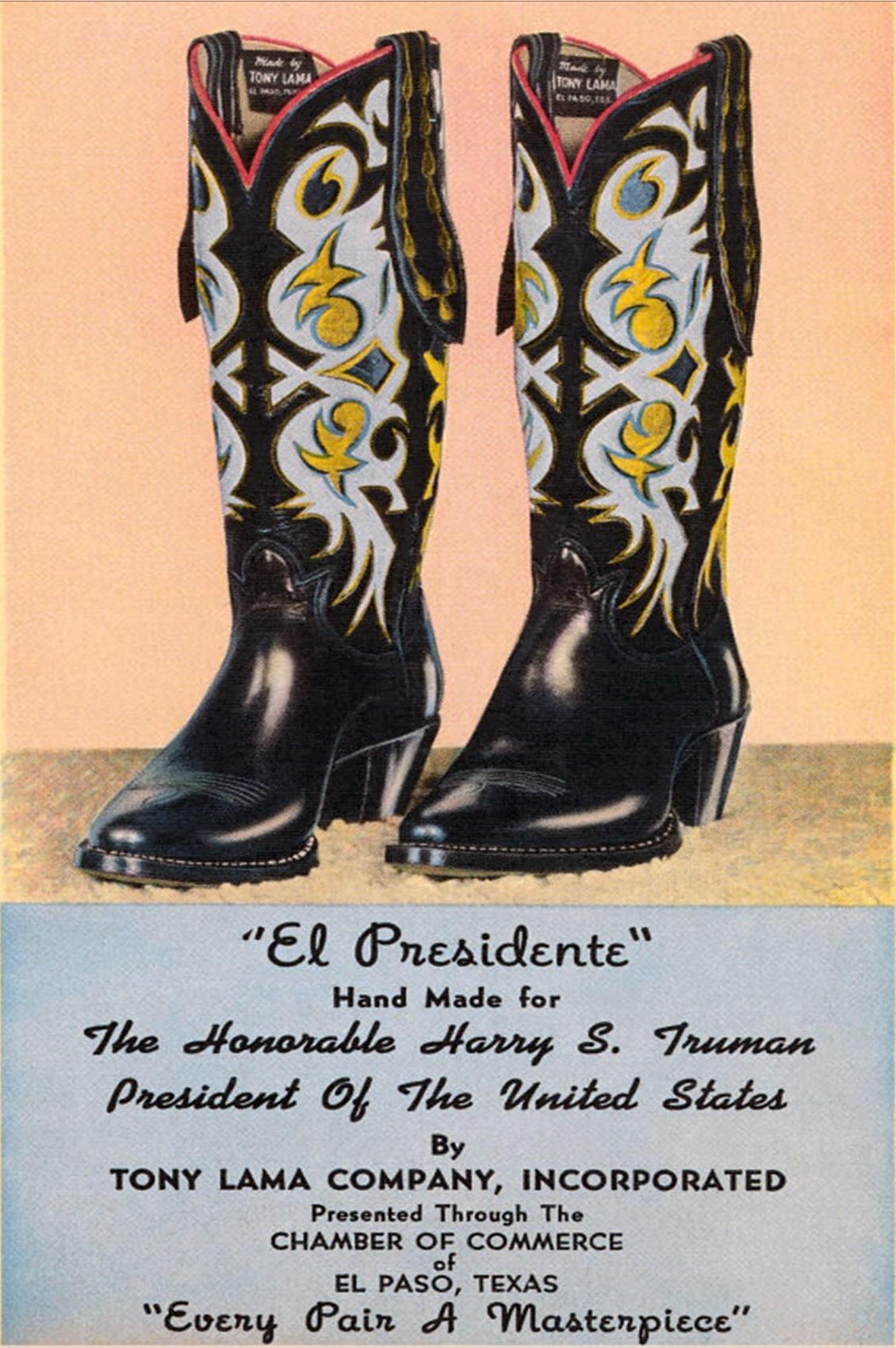
"Botas de cowboy".

Bota é um tipo de calçado que apresenta o cano mais alto que o sapato comum.
O cano pode variar de altura, de acordo com a destinação da bota, ou em razão da moda.
Há vários tipos de botas:
- bota de combate
- bota espacial
- bota militar (coturno)
- bota de motociclista
- bota de trabalho (galocha)
- bota de vaqueiro
- bota de basquete (basqueteira)
- bota feminina ou botina
- bota para usar na neve

Normalmente a bota é feita com pele bovina, sola de borracha ou couro e forros em lã, pele ou sintéticos.
Foram criadas para proteção de meia-perna do utilizador, tornando-se rapidamente um artigo de moda, principalmente para mulheres.

## Galeria

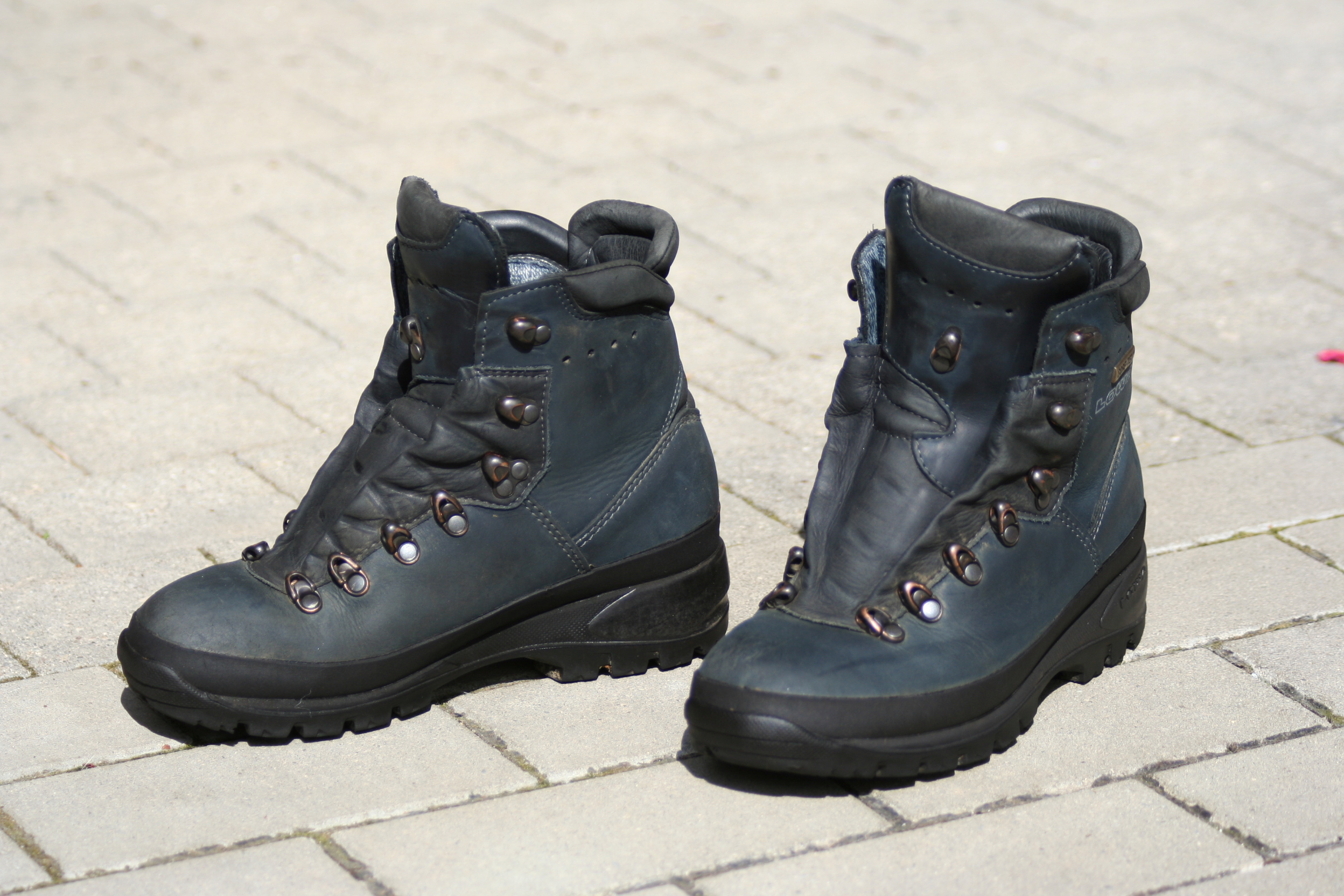
Bota de escalada
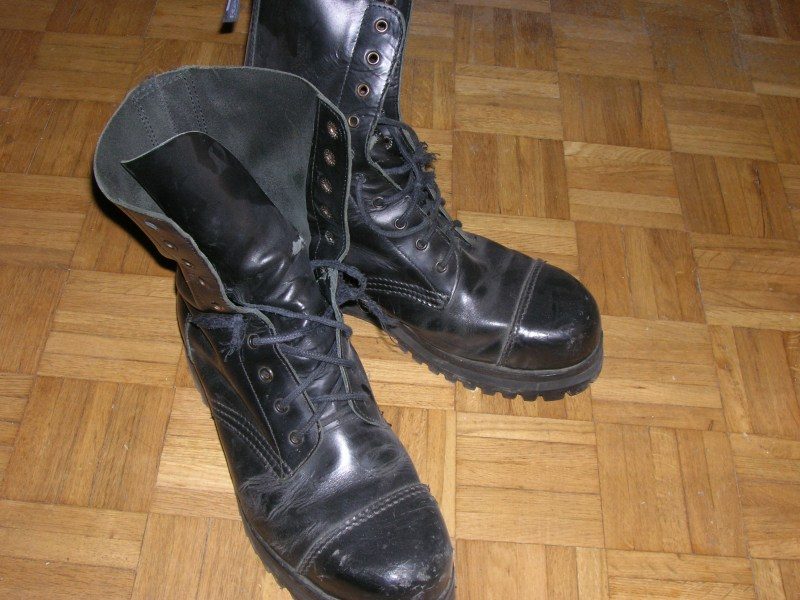
Bota militar (coturno)
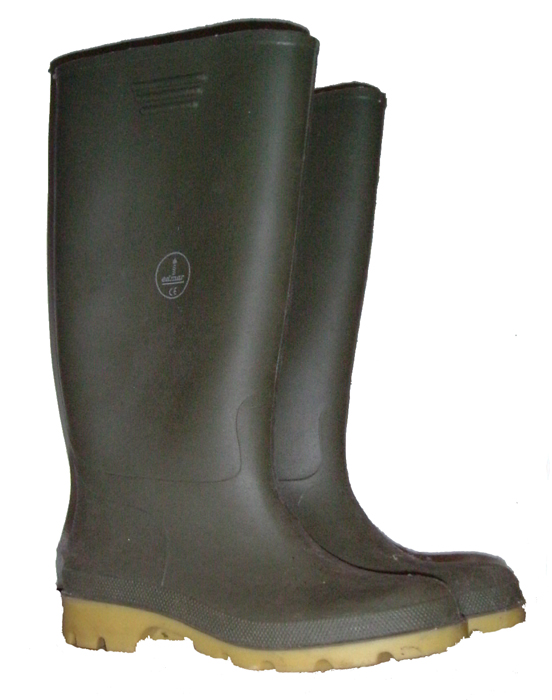
Galocha
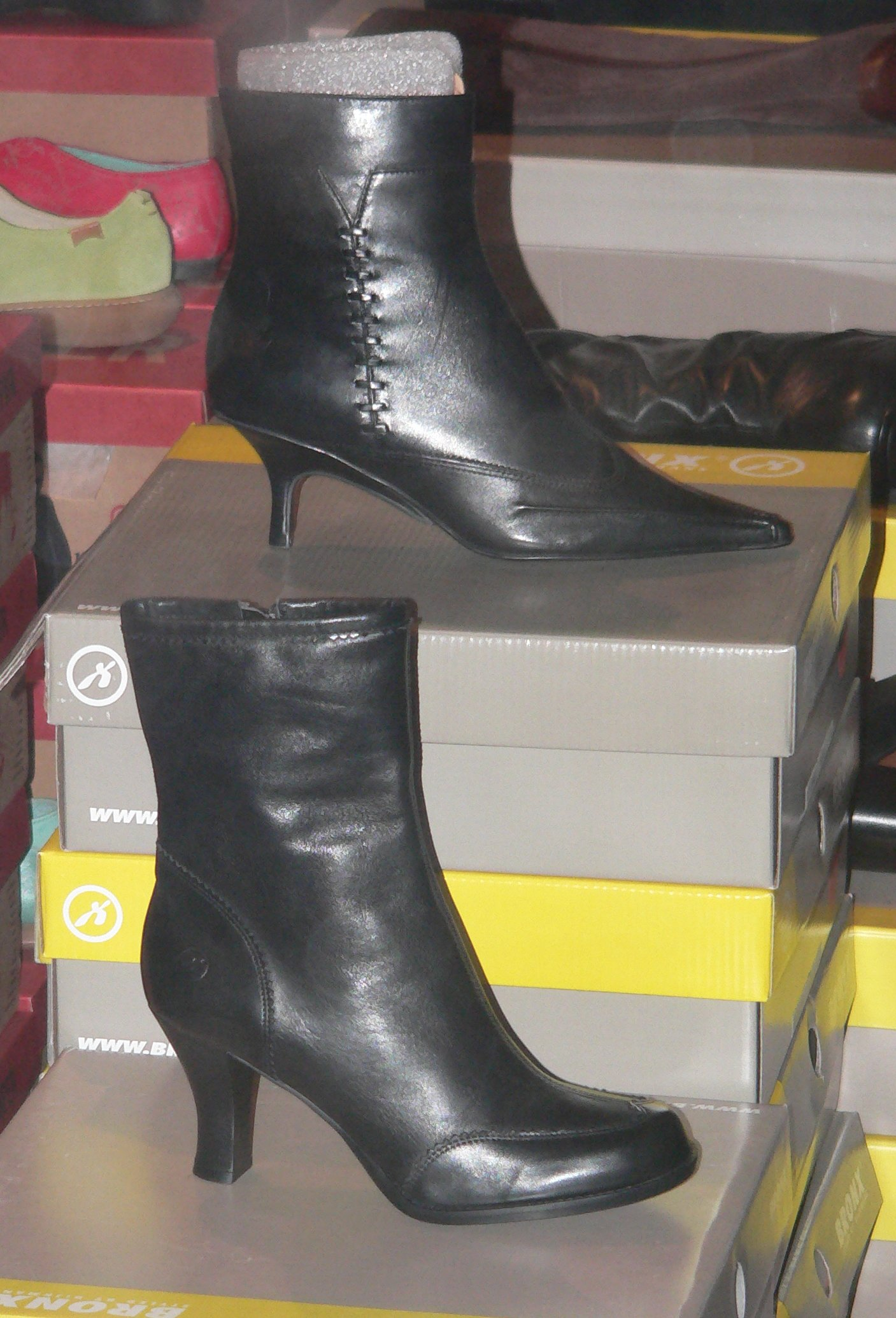
Bota femininas, de salto-alto (botinas)
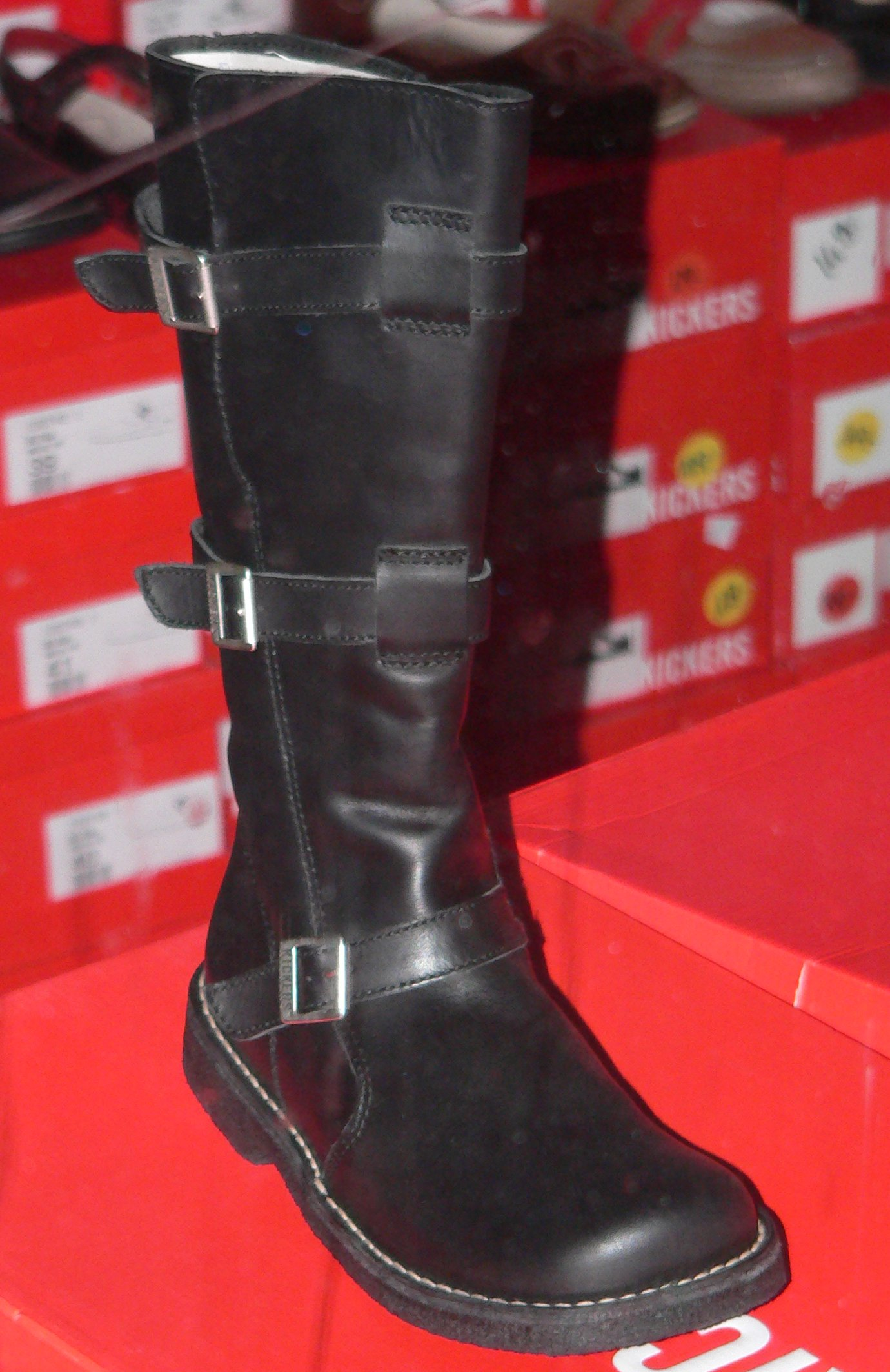
Bota de cano longo
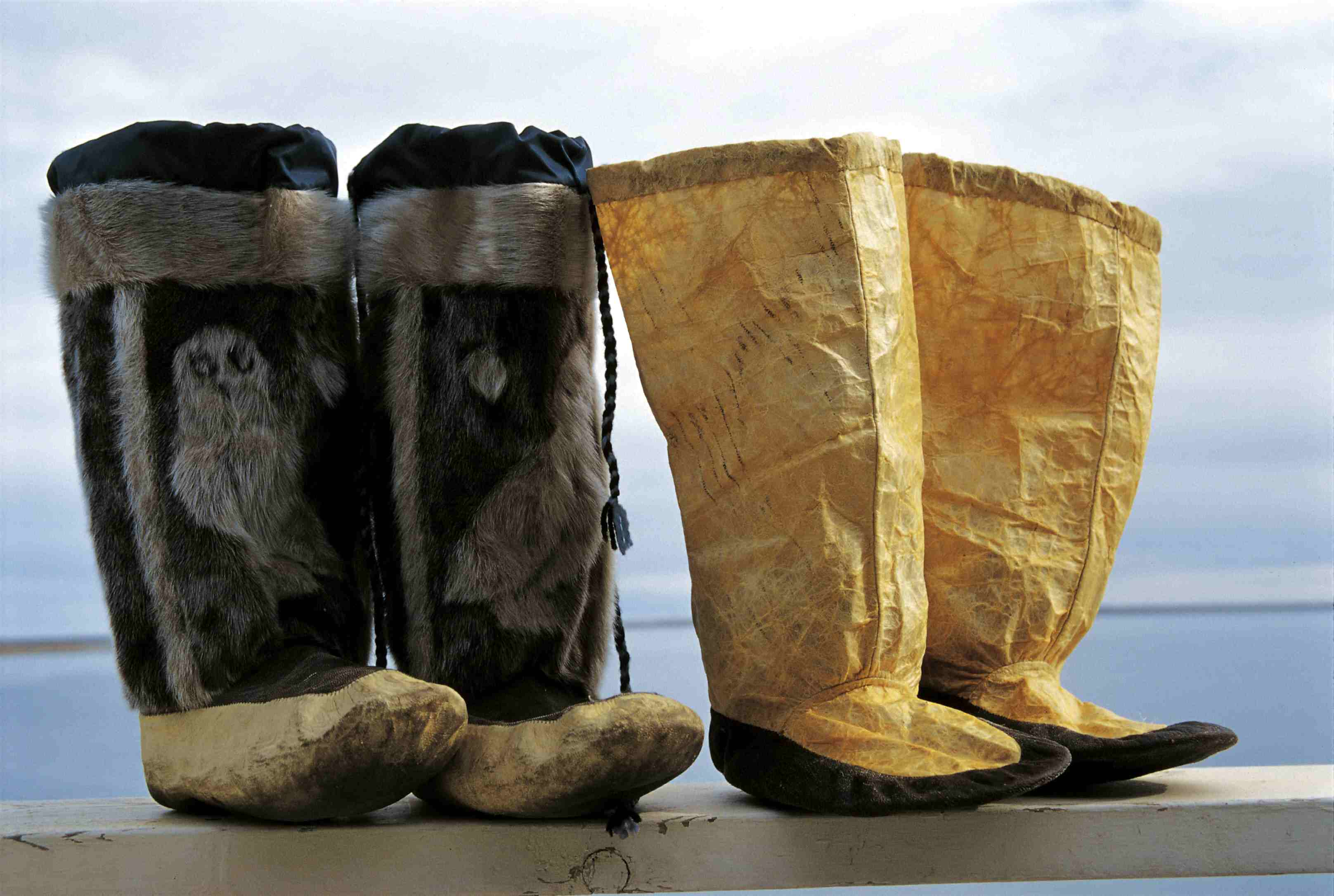
Botas dos inuits
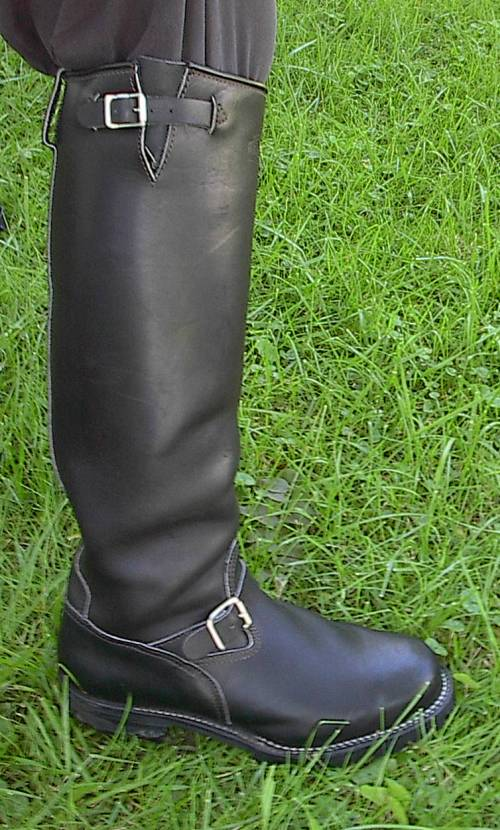
Bota de motociclista
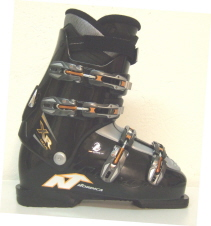
Bota para esquiar
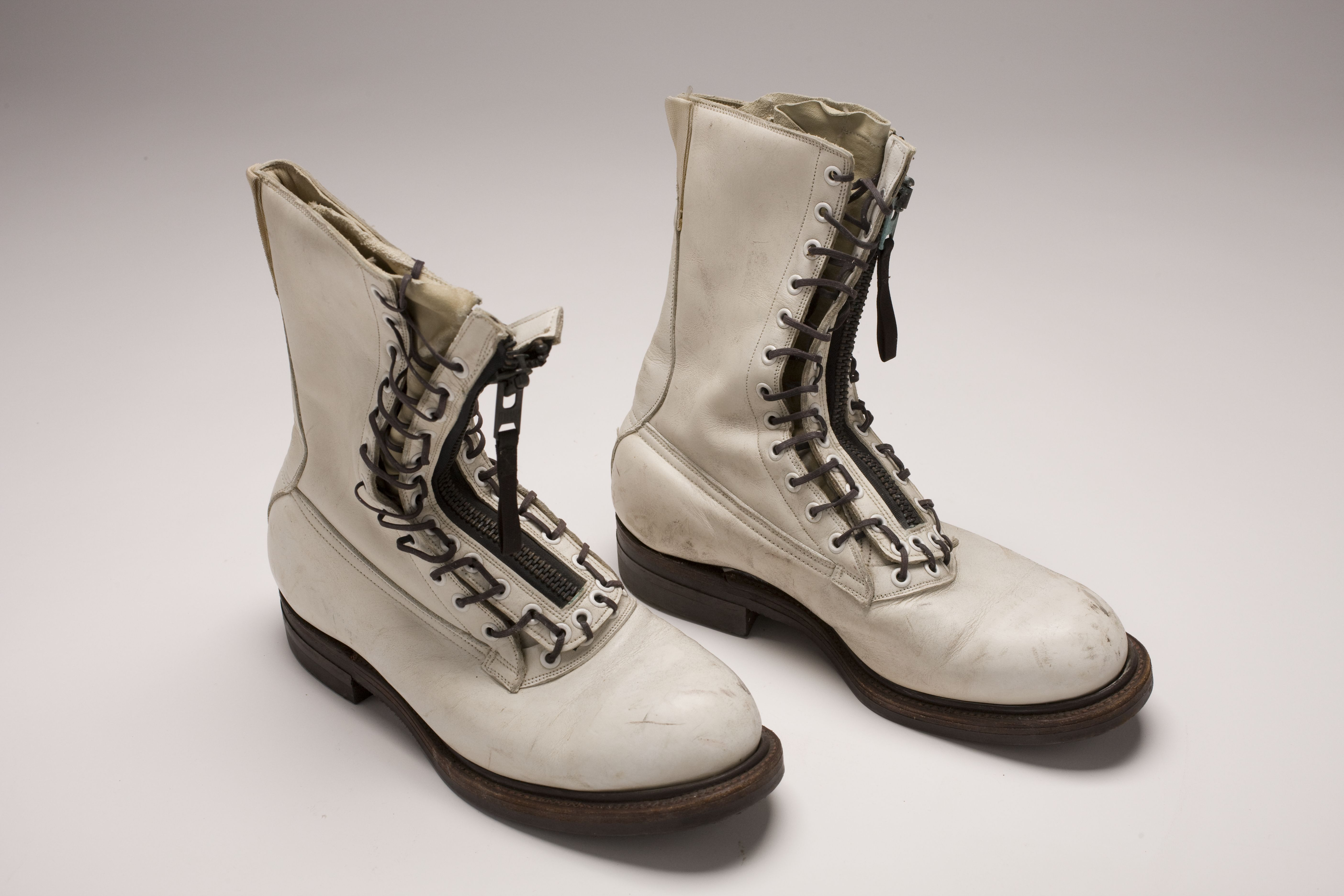
Botas terno voo
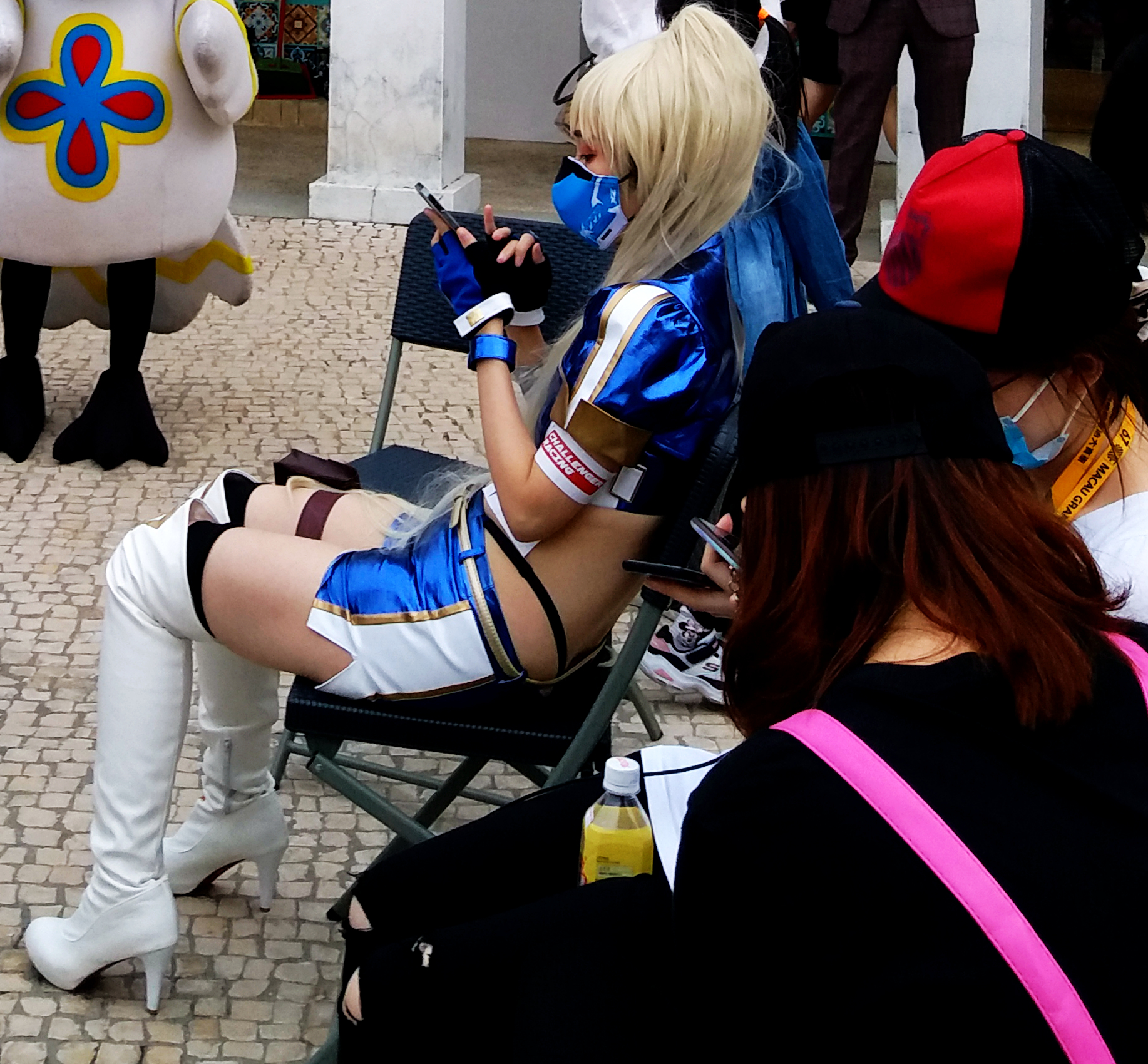
mulher usando botas